# میسی مونرو
میسی مونرو (به انگلیسی: Missy Monroe) زادهٔ ۲۲ اوت ۱۹۸۴، هنرپیشه و کارگردان فیلم‌های پورنوی آمریکایی است.

## زندگینامه
او در سال ۲۰۰۵ اولین فیلم‌اش با نام «Big Tit Whores» را کارگردانی کرد.
میسی تا به‌حال یک‌بار و در سال ۲۰۰۴ برندهٔ یک جایزهٔ ایکس‌آراوسی شده و دو بار در سال‌های ۲۰۰۷ و ۲۰۰۸ نامزد دریافت جایزهٔ ای‌وی‌ان شده‌است.